# 플레이어스 초이스 어워드 (KBO)
플레이어스 초이스 어워드(Players Choice Award)는 한국프로야구선수협회에서 주관하는 시상식으로 한국 야구 위원회 소속의 500여 명의 프로야구 선수들이 직접 그 해의 우수 선수, 신인 선수 등을 선정하는 시상식이다.

### 2013년
제1회 플레이어스 초이스 어워드는 2013년 12월 2일 대전광역시 유성구 도룡동 ICC호텔 컨벤션센터에서 진행되었다.
- 플레이어스 초이스 어워드 올해의 선수 : 박병호
- 올해의 신인선수 : 이재학
- 올해의 재기상 : 신용운
- 올해의 기량발전상 : 신종길
- 올해의 모범선수 : 임재철
- 올해의 퓨처스 투수 : 임치영
- 올해의 퓨처스 타자 : 강구성
- 올해의 스타 플레이어 : 이진영, 박병호

### 2014년
제2회 플레이어스 초이스 어워드는 2014년 12월 2일 서울특별시 서초구 양재동 The-K 호텔에서 열렸다.
- 플레이어스 초이스 어워드 올해의 선수 : 서건창
- 올해의 신인선수 : 박민우
- 올해의 재기상 : 윤규진
- 올해의 기량발전상 : 이재원
- 올해의 모범선수 : 진갑용
- 올해의 퓨처스 투수 : 박세웅
- 올해의 퓨처스 타자 : 김사연
- 올해의 스타 플레이어 : 서건창

## 참조
1. ↑  '플레이어스 초이스 어워드' 영예의 수상자들 - OSEN